# Тюменская соборная мечеть
Тюменская соборная мечеть находится в Центральном районе Тюмени на территории татарской деревни Янаул, в 1970-е гг. вошедшей в состав города. Названа в честь Умара ибн аль-Хаттаба.

## История
Тюменская соборная мечеть была построена в 1997 г. после восьми лет строительства. Её возведение финансировалось за счёт средств исламских фондов, администрации города Тюмени и Тюменской области. Она рассчитана на 500—600 посетителей.